# Pierre Paul Royer-Collard
Pierre Paul Royer-Collard (ur. 21 czerwca 1763 w Sompuis, zm. 2 września 1845 w Paryżu) – francuski filozof, jeden z przywódców doktrynerów. Od 1827 roku członek Akademii Francuskiej. 